# Jaz (entreprise)
Pour les articles homonymes, voir Jaz.
Jaz est une marque horlogère française. Elle a été fondée à Paris en 1919 par Ivan Benel et Louis Gustave Brandt sous le nom de Compagnie industrielle de mécanique horlogère. L'entreprise est spécialisée dans la production de réveils, de pendules murales et de montres. Elle est la propriété de la société Data Access.

## Historique

### 1919-1940 : Un réveil révolutionnaire

#### La création de JAZ (1919-1921)
Jaz est une entreprise horlogère française, spécialisée dans la production de réveils, de montres et de pendules murales. Elle est fondée à Paris en 1919 par Ivan Benel (ingénieur français, 1881+1970) et Louis Gustave Brandt (descendant de Louis Brandt, fondateur d’Omega) sous le nom de Compagnie Industrielle de Mécanique Horlogère (la C.I.M.H.).
Le 28 janvier 1919, la C.I.M.H. est officiellement créée en tant que Société Anonyme (S.A.) au capital de 600 000 francs, porté ensuite à 1,8 million de francs au cours de la même année. Son siège social est établi au 18 boulevard Malesherbes à Paris, et une usine de 2 500 m2 construite à Puteaux, en région parisienne, sous la direction d’Edouard Hoyaux. L’entreprise compte rapidement une cinquantaine de salariés.

#### Le lancement en fanfare de Jaz (1921-1930)
Entouré de techniciens suisses délégués par le groupe Omega, JAZ lance en 1921 son premier réveil  " le CLASSIC". Près de 10 000 exemplaires sont vendus la première année et un brevet est déposé par Louis-Gustave Brandt grâce à de nouvelles caractéristiques jamais vues sur le marché. Un nouveau bouton d’arrêt est placé sur le dessus de la boîte pour arrêter de façon simple la sonnerie, et le timbre sur la cloche arrière et non plus sur le dessus comme traditionnellement. La fréquence du timbre est voisine du ré musical, ce qui va conférer au Jaz sa gloire et sa réputation.
C’est également le début d’une tradition : tous les produits Jaz porteront un nom se terminant par « ic » (a priori en référence au tic-tac du réveil).
 « Dès que nous eûmes pris la décision de « partir », nous avons adressé à tous les détaillants un imprimé, du reste assez luxueux, destiné à leur annoncer la naissance du « Jaz ». » témoigne Ivan Benel.
Une exclusivité est donnée aux HBJO (Horlogers Bijoutiers Joailliers Orfèvres) ; un réseau commercial d’une dizaine d’agents est créé pour sillonner la France et aller présenter les réveils Jaz directement chez les détaillants.
En 1922, les commandes affluent grâce à la réussite de son nom, la qualité reconnue des modèles, l’effet produit par la sonnerie cristalline ou encore la volonté d’acheter français.
Avec une notoriété croissante, la marque est en passe de devenir un nom générique pour désigner un réveil. Georges Scemama, publicitaire de la marque, disait d’ailleurs : « Notons ceci " JAZ " jamais réveil "JAZ" ; c'est inutile et même nuisible. On ne parle plus de réveil, il n'existe plus ce mot, il est remplacé par son synonyme, un "Jaz" ».
Dès 1924, la CIMH commence à exporter ses modèles en Europe et en Asie et l’usine de Puteaux double son effectif pour dépasser les 100 salariés.
En 1925, 500 000 pièces sont vendues et en 1929, 786 000.

#### L’expansion de JAZ (1930-40)
Dans les années 1930, JAZ connaît une expansion dans tous les domaines : celui des collections avec des modèles courants, de Luxe, des créations originales et des pendulettes avec fonction réveil, celui des inventions techniques mais aussi l’accroissement des ventes en France et à l’étranger. En 1931 c'est la création d’une première filiale, Jaz Belgique.
À cette époque, l’usine de Puteaux emploie près de 300 personnes.
En 1933, un brevet est déposé pour un indicateur d’armage. Il s’agit d’un petit drapeau, visible dans un guichet situé dans le cadran, qui devient rouge pour indiquer 24 heures à l’avance lorsque la pendulette doit être remontée.
En 1934, un brevet accompagne le lancement du mouvement "8 jours" qui équipe alors toute une gamme de pendules. Celles-ci sont à remonter tous les 8 jours, alors que les réveils doivent l’être toutes les 30 heures.

### 1941-1966 : L’envol du Jaseur

#### Les années de tourmentes (1941-1947)
Durant la Seconde Guerre mondiale, des restrictions sont imposées, notamment sur le laiton, un composant essentiel en horlogerie. Le mouvement est alors usiné dans une matière de remplacement, le zinc. À la suite d'une décision officielle interdisant la fabrication des boîtiers en bakélite et faïence, la production des Pendulites et pendules murales est stoppée.
En 1941, sous l’occupation allemande, la musique « Jazz » est suspecte car trop pro-américaine. La marque contourne la censure en ajoutant le dessin d’un oiseau jaseur boréal, oiseau migrateur de la taille d’un étourneau. Il devient ainsi le nouvel emblème de la marque sur son logo et ses produits.
En 1943, le succès continue avec le 10 millionième réveil produit. JAZ passe alors de la quatrième place sur le marché en 1939 à la première à la Libération.
L’intégralité des services parisiens est rapatriée à l’usine de Puteaux qui atteint 350 ouvriers.
En 1946, la production commence à reprendre et l’usine occupe 650 personnes. Les ruptures de stocks sont tout de même fréquentes et les délais de livraison chez les détaillants importants.
En juillet 1947, 234 000 nouvelles actions en bourse sont émises et proposées aux détaillants. Le capital de la société est à nouveau doublé pour atteindre 46,8 millions de francs. Le conseil d’administration est présidé à l’époque par Alfred Maîtrepierre et Louis-Gustave Brandt en est devenu le vice-président. A la disparition de ce dernier en novembre 1947, Paul Nicolas, alors directeur commercial, devient directeur général.

#### L’entrée en bourse et l’expansion à l’étranger (1948-1958)
En 1948, la CIMH devient « JAZ SA », dont les actions sont cotées en bourse. Le nom de la société se confond alors avec celui de la marque. Après quelques années passées sur le site de Puteaux, les services commerciaux et administratifs retournent à Paris, rue la Boétie dans le VIIIe arrondissement.
En 1949, une chaîne de montage dernier cri est installée dans l’usine de Puteaux et un atelier établi dans le XVIIe arrondissement. de Paris.
En 1951, Jaz est distribué dans 61 pays. Le nombre de modèles vendus dépasse le cap du million annuel grâce à un nouveau record de 1 034 000 JAZ écoulés. La gamme comprend alors 78 modèles dont 9 gros réveils, 28 stylites et 16 tirages limités.
Toujours la même année, Jaz fait une entrée dans les capitaux de la Société Alsacienne de Précision (la S.A.P.), une société horlogère qui fabrique les réveils de luxe Carat, pour le compte de la société du même nom. Cela permet ainsi à Jaz d’élargir sa collection avec des modèles de Luxe, qui portent alors le symbole de l’oiseau Jaseur et des noms toujours en « ic » comme le Sapic, le Colmic et l’Alsic (en référence à la SAP, et à Colmar et l’Alsace où l’entreprise possédait son usine).
En 1954, Jaz réalise une fusion-absorption avec la plus ancienne maison horlogère française : Japy, créée par Frédéric Japy (1749-1812) permettant ainsi à la marque d’ajouter à son catalogue des modèles affichant un positionnement plutôt dans le bas du marché.
En 1955, les 3 marques, Jaz, Japy et Carat, se réunissent sous la Générale Horlogère. Au total, ce sont 1 250 ouvriers qui sont présents sur deux sites avec notamment une partie de la production transférée dans une usine à Wintzenheim.
En 1957, le 20 millionième est vendu : JAZ est alors leader en France, détenant un tiers du marché, mais exporte également 20 % de sa production à l’étranger, notamment en Italie, Espagne, Inde ou encore au Brésil.

#### L’arrivée des premiers mouvements électriques à pile (1959-1966)
En 1959, l’industrie horlogère entre dans l’ère de l’électronique et Jaz saisit ces nouvelles opportunités en lançant trois mouvements à pile. Depuis son lancement, la collection Jaz comprend 175 modèles au total : 25 Jaz de Luxe, 40 Pendulettes-réveil fantaisie, 20 Jaz de voyage, 40 Jaz classique et 45 pendules murales plastique ou métal à mouvement électrique, à pile ou sur secteur, ou encore à mouvement mécanique.
Les premières pendules Jaz à transistor apparaissent dans le catalogue 1959-1960, auxquelles suivent quelques modèles de pendulettes.
En 1960, la part de marché de JAZ dépasse les 33 % avec 1 049 000 pièces vendues.
En 1961, l’usine de Puteaux est expropriée et démolie pour accueillir le nouveau quartier de la Défense à la place. La production est alors entièrement rapatriée dans l’usine de Wintzenheim.
En 1962, le 25 millionième réveil Jaz est produit.
La gamme "JAZISTOR" naît en 1964 avec notamment le premier réveil à transistor, le DRILIC, dessiné par P. Charbonnaux. Le groupe Jaz emploie alors 1 100 personnes pour une capacité de production annuelle supérieure à 1,4 million de pièces pour les marques Jaz, Japy et Carat. Le chiffre d’affaires passe ainsi de 33 millions de francs en 1961 à 47 millions en 1964.
En 1968 apparaît le mouvement " jour et date " qui permet d’afficher le jour de la semaine et le jour du mois sur le cadran. Plusieurs modèles de réveils et de pendules en sont équipés : Fichic, Perlic, Garnic, Gendic ou encore Motic.

### 1967-1986: électronique

#### Le Jaseur moderne (1967-72)
En 1967, l’oiseau Jaseur, emblème de la marque, est redessiné et stylisé pour une image plus dynamique et moderne. Auparavant imagé avec la queue en bas, cette nouvelle version avec la queue en haut lui donne alors une allure plus conquérante.
La même année, la profession horlogère subit une profonde phase de mutation avec l’arrivée en Suisse de la toute première génération mondiale de montres à quartz.
En 1969, la marque conserve sa première place parmi les producteurs horlogers français avec 46,1 % de part de marché en France.
En février 1970, Jaz annonce le début de la fabrication de montres. Pour réussir cette diversification, Jaz devient actionnaire minoritaire dans la société Finhor du groupe Anguenot Frères. Les futures montres Jaz sont ainsi fabriquées dans une usine de Villers-le-Lac (dans le Doubs) et équipées d’un calibre fourni par la société France-Ebauches.
En 1971, la filiale S.A.P. qui fabrique alors toutes les pièces électriques d’horlogerie (avec une capacité annuelle de 1,5 million de pièces) emploie 850 personnes.

#### Notoriété et mise sur le marché des montres (1973-78)
En 1973, Jaz atteint un taux de notoriété de 87 %1, soit 9 français sur 10 qui connaissent les réveils Jaz. La société continue également de miser sur l’export avec une présence dans 74 pays, des filiales et succursales en Espagne, Italie, Belgique, Brésil, Inde ou encore aux Pays-Bas. Son chiffre d’affaires à l’export représente ainsi un tiers de son C.A. global, pour environ 35 millions de Francs.
En 1974, la marque met sur le marché sa première montre électronique à lecture digitale, mais également une pendulette électronique avec jour et date et un réveil mécanique à lecture directe (sans aiguilles) pour laquelle un brevet est déposé.
En 1975, la collection comprend notamment 17 montres électroniques et à quartz et 6 modèles à lectures directe avec des cristaux liquides et des diodes luminescentes. Le chiffre d’affaires de l’année atteint ainsi 150 millions de francs avec plus de 5 millions de modèles et de mécanismes vendus.
Le 13 novembre 1975, une opération de fusion-absorption est réalisée par JAZ SA sur la S.A.P et son usine de Wintzenheim. Le mercredi 26 novembre 1975, un incendie se déclare au siège social rue la Boétie, faisant 3 victimes et détruisant les ordinateurs et une partie du stock de l’entreprise.
En 1976, la société investit 10 millions de francs dans la recherche des réveils électroniques, qui représentent alors 83 % de la production contre environ 60 % en 1972.
Avec comme objectif commun de devenir le premier fabricant de montres, les sociétés Jaz, Finhor et Cupillard Rieme s’unissent pour créer la nouvelle société Framelec qui emploie ainsi 1 700 personnes. Détenant un tiers du capital, Jaz en prend la direction.

#### Les années Matra et Seiko (1979-85)
En 1979, Empain Schneider, un actionnaire puissant qui avait pris le contrôle de Jaz quelques années auparavant, la revend à Matra. Le catalogue de l’année comprend 40 modèles Japy et 153 Jaz. La quasi-totalité des réveils et pendules de la marque est à aiguilles et les calibres sont mécaniques, électriques, électroniques ou à quartz.
À partir de cette époque, le nombre de salariés et de pièces fabriquées par Jaz diminue pour ne produire plus que 600 000 pièces annuellement. Le pôle de production de Wintzenheim n’emploie plus que 500 personnes, dont 300 pour le secteur de l’horlogerie.
En 1981, un accord est signé entre Hattori, le fabricant de Seiko, et Matra. Une des conséquences résultant de cet accord est l’abandon par Jaz d’une partie de la fabrication des calibres pour ses réveils et pendules à quartz au profit de mouvements japonais.
En 1983, malgré un contexte économique de plus en plus difficile en France, Jaz devient la première marque française d’horlogerie aux États-Unis avec plus de 200 000 montres et 100 000 réveils et pendules vendus.
À partir d’août 1983, les activités de l’usine de Wintzenheim sont progressivement transférées à Besançon pour fermer définitivement en 1990. Le site de Nanterre est fermé en 1984.

#### Du déclin au silence de Jaz (1986-1997)
En 1986, Matra, estimant un manque de synergie entre sa branche d’horlogerie et le reste de ses activités, revend ses actifs, dont Jaz à Hattori, fabricant de Seiko. Le symbole de l’oiseau jaseur disparaît des produits de la marque et les noms ne sont plus en « ic » mais deviennent des références à quatre chiffres.
Le 1er janvier 1987, la Compagnie Générale Horlogère est créée pour rassembler les marques françaises Jaz et Yema, ainsi que les marques japonaises Seiko, Lotus et Pulsar.
Malgré une concurrence de plus en plus accrue, un réveil sur trois vendus en France est toujours un Jaz. Les mouvements proviennent alors du Japon et sont assemblés dans une usine à Morteau (le site de Wintzenheim étant en cours de fermeture).
De sa création en 1987 jusqu’à sa dissolution en 1996, les restructurations et déménagements de la C.G.H. (Compagnie Générale Horlogère) se succèdent face à un marché de l’horlogerie de plus en plus en déclin.
En 1989, Jaz fête son 70e anniversaire en imaginant deux nouvelles pendulettes de bureau dans un style néo-Art Déco. Malgré ces nombreuses tentatives marketing, les ventes connaissent une baisse considérable. En parallèle, la production des montres s’arrête définitivement.
En juin 1995, les contraintes financières et de marché finissent par obliger la C.G.H à stopper l’activité de la marque Jaz, tout en veillant à lui trouver un repreneur.
En janvier 1997, l’exploitation de la marque Jaz en France est cédée à la EFA, créée en 1988 par Marc Augier et fabricant de la marque Camel Trophy. Une nouvelle collection voit ainsi le jour la même année, avec 280 références de réveils.

### 2016: La renaissance de JAZ
Après une quinzaine d’années de silence, la marque Jaz connaît en 2016 une renaissance avec une toute nouvelle collection de montres. Elles sont désormais dessinées et assemblées en France, dans un atelier d’horlogerie du 15e arrondissement de Paris, appartenant à la société Data Acess.
La marque propose ainsi une nouvelle collection « Classique » mais également des rééditions de modèles vintages des années 1970.

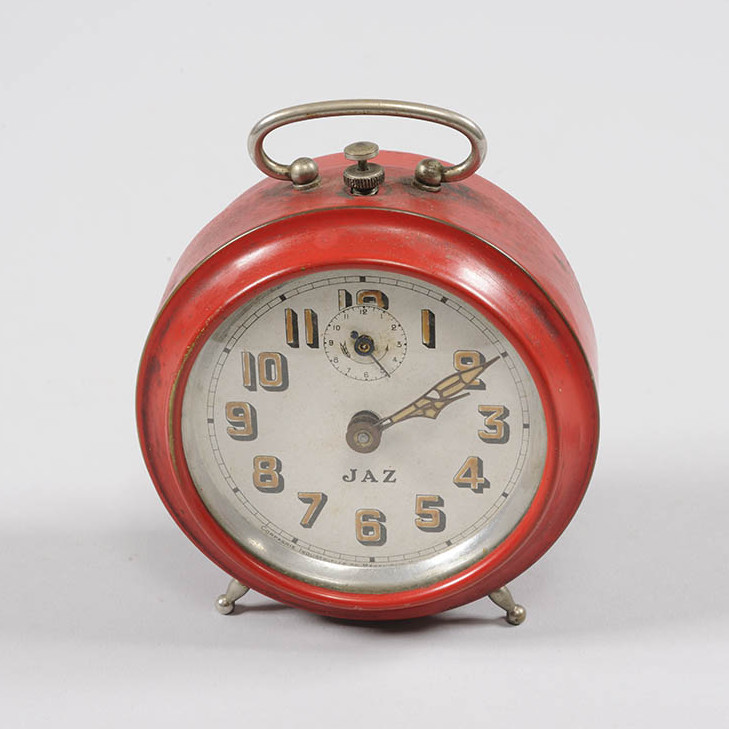
Un réveil Jaz vers 1930.

## Premières mondiales
En 1921 : lancement du CLASSIC, le premier réveil de la marque sur lequel apparaît un nouveau bouton d’arrêt placé sur le dessus et le timbre placé sur la cloche arrière et non plus sur le dessus comme traditionnellement.
En 1934 : le lancement du mouvement 8 jours sur toute une gamme de pendules.
En 1948 : apparition du premier réveil au monde, le TROTTIC, équipé d’un mouvement à trotteuse centrale. C’est cependant le modèle à succès JAZIC qui rendra populaire cette innovation en 1949.
En 1951 : création des premiers réveils à sonnerie limitable : SAPIC,COLMIC et ALSIC
En 1959-60 : présentation des premières pendules à transistor et à balancier circulaire: TRANSIC, ALPIC, SISTRIC, etc.
En 1968 : sortie des premiers modèles à transistor au monde avec la gamme « Jazistor » : le réveil PERLIC, le réveil pendulette GENDIC avec calendrier jour et date automatique et le premier radio-réveil à transistor ONDIC.
En 1968-69 : lancement du FAMIC, réveil à transistor équipé du calibre CR 100 % électrique et de la première sonnerie au monde modulée, devenue le « buzzer » d’aujourd’hui.
En 1969-70 : création du calibre CF, premier mouvement à pile au monde qui indique heure, seconde, jour et date, notamment utilisé sur les pendules murales GUEPIC, BARIC et l’horloge FORGIC.
En 1969-70 : création du calibre CR, premier mouvement à pile qui indique heure, seconde, jour, date et jour du mois. Il équipe notamment les pendules murales MENSIC et CALIC.
En 1975 : lancement du DIGIC, premier réveil digital mécanique à fenêtre mobile.

## Données financières
1919 : création de la S.A. C.I.M.H. au capital de 600 000 francs, porté à 1,8 million de francs au cours de la même année.
1922 : le capital de la société est doublé5 pour atteindre 3,6 millions de francs.
1947 : 234 000 nouvelles actions sont émises et proposées aux détaillants. Le capital de la société est à nouveau doublé pour atteindre 46,8 millions de francs.
1948 : la CIMH devient « JAZ SA » dont les actions sont cotées en bourse.
1948 : Jaz fait une entrée dans les capitaux de la Société Alsacienne de Précision (la S.A.P.).
1954 : Jaz réalise une fusion-absorption avec la maison horlogère française Japy.
1975 : Jaz réalise une fusion-absorption sur la S.A.P et son usine de Wintzenheim. Le capital social de JAZ SA est ainsi porté de 9,3 millions francs à 11,5 millions francs.